# A Profesionalna Futbolna Grupa 2014-2015
L'A Profesionalna Futbolna Grupa 2014-2015 è stata la 91ª edizione della massima serie del campionato di calcio bulgaro. La stagione è iniziata il 19 luglio 2014 ed è terminata il 31 maggio 2015. Seguendo la stagione precedente, il campionato è stato diviso in due fasi: la stagione regolare, durante la quale ogni squadra disputa 22 partite, ed i Playoff, con le squadre divise in due gruppi da 6; le prime sei classificate si affrontano per aggiudicarsi il titolo, le ultime sei per evitare la retrocessione in B PFG.
Il Ludogorets si confermato campione della Bulgaria per il quarto anno consecutivo, vincendo il campionato con due giornate di anticipo alla 30ª giornata. Dopo un solo anno in massima divisione il Marek Dupnica e l'Haskovo è stato retrocesso in B PFG.

## Stagione

### Novità
Il campionato è stato portato da quattordici a dodici squadre, con la retrocessione di quattro squadre dalla prima divisione, e la promozione di due squadre dalla seconda. Nella stagione precedente sono retrocesse in B PFG 2014-2015 il Čern. Burgas, il Neftochimic Burgas, il Pirin Goce Delčev e il Ljubimec 2007, mentre sono state promosse il Marek Dupnica, campione della B PFG 2013-2014, e l'Haskovo, secondo classificato in B PFG 2013-2014.

### Formula
Le squadre si affrontano nella stagione regolare due volte, per un totale di 22 partite.
Le prime sei squadre si affrontano due volte, per un totale di 10 partite per squadra. La prima classificata, oltre alla vittoria del campionato, si qualifica al secondo turno dei preliminari della Champions League 2015-2016; la seconda e la terza classificata affrontano il primo turno preliminare dell'Europa League 2015-2016.

Anche le ultime sei squadre si affrontano due volte, per un totale di 10 partite per squadra, e le ultime due classificate retrocedono in B PFG.

## Squadre partecipanti
| Club              | Stagione | Città        | Stadio                       | Stagione 2013-2014   |
| ----------------- | -------- | ------------ | ---------------------------- | -------------------- |
| Beroe             | dettagli | Stara Zagora | Stadio Beroe                 | 8º posto in A PFG    |
| Botev Plovdiv     | dettagli | Plovdiv      | Stadio Hristo Botev          | 4º posto in A PFG    |
| Černo More Varna  | dettagli | Varna        | Stadio Ticha                 | 6º posto in A PFG    |
| CSKA Sofia        | dettagli | Sofia        | Stadio dell'Esercito Bulgaro | 2º posto in A PFG    |
| Haskovo           | dettagli | Haskovo      | Stadio Haskovo               | 2º posto in B PFG    |
| Levski Sofia      | dettagli | Sofia        | Stadio Georgi Asparuhov      | 5º posto in A PFG    |
| Liteks Loveč      | dettagli | Loveč        | Stadio Loveč                 | 3º posto in A PFG    |
| Lokomotiv Plovdiv | dettagli | Plovdiv      | Stadio Lokomotiv (Plovdiv)   | 7º posto in A PFG    |
| Lokomotiv Sofia   | dettagli | Sofia        | Stadio Lokomotiv (Sofia)     | 9º posto in A PFG    |
| Ludogorec         | dettagli | Razgrad      | Ludogorec Arena              | Campione di Bulgaria |
| Marek Dupnica     | dettagli | Dupnica      | Stadio Bonchuk               | 1º posto in B PFG    |
| Slavia Sofia      | dettagli | Sofia        | Stadio Ovča Kupel            | 10º posto in A PFG   |

## Stagione regolare

### Classifica finale
|  | Pos. | Squadra           | Pt | G  | V  | N | P  | GF | GS | DR  |
|  | ---- | ----------------- | -- | -- | -- | - | -- | -- | -- | --- |
|  | 1.   | Ludogorec         | 47 | 22 | 14 | 5 | 3  | 46 | 14 | +32 |
|  | 2.   | CSKA Sofia        | 44 | 22 | 13 | 5 | 4  | 39 | 15 | +24 |
|  | 3.   | Liteks Loveč      | 39 | 22 | 12 | 3 | 7  | 37 | 24 | +13 |
|  | 4.   | Lokomotiv Sofia   | 39 | 22 | 12 | 3 | 7  | 29 | 24 | +5  |
|  | 5.   | Beroe             | 38 | 22 | 11 | 5 | 6  | 34 | 21 | +13 |
|  | 6.   | Botev Plovdiv     | 36 | 22 | 11 | 3 | 8  | 32 | 26 | +6  |
|  | 7.   | Levski Sofia      | 34 | 22 | 10 | 4 | 8  | 36 | 25 | +11 |
|  | 8.   | Černo More Varna  | 31 | 22 | 9  | 4 | 9  | 26 | 24 | +2  |
|  | 9.   | Slavia Sofia      | 23 | 22 | 6  | 5 | 11 | 24 | 30 | -6  |
|  | 10.  | Lokomotiv Plovdiv | 20 | 22 | 5  | 5 | 12 | 13 | 36 | -23 |
|  | 11.  | Marek Dupnica     | 14 | 22 | 3  | 5 | 14 | 8  | 45 | -37 |
|  | 12.  | Haskovo           | 7  | 22 | 2  | 1 | 19 | 12 | 52 | -40 |

Legenda:
      Ammesse alla poule scudetto
      Ammesse alla poule retrocessione
Note:
Tre punti a vittoria, uno a pareggio, zero a sconfitta.
La classifica viene stilata secondo i seguenti criteri:
- Punti conquistati
- Punti conquistati negli scontri diretti
- Differenza reti negli scontri diretti
- Reti realizzate negli scontri diretti
- Goal fuori casa negli scontri diretti (solo tra due squadre)
- Differenza reti generale
- Reti totali realizzate
- Fair-play ranking
- Sorteggio

### Risultati
|                   | Ber  | Bot  | ČMV  | CSKA | Has  | Lev  | Lit  | LPl  | LSo  | Lud  | Mar  | Sla  |
| ----------------- | ---- | ---- | ---- | ---- | ---- | ---- | ---- | ---- | ---- | ---- | ---- | ---- |
| Beroe             | –––– | 1-1  | 1-1  | 1-2  | 3-0  | 2-1  | 2-0  | 3-0  | 0-0  | 0-4  | 4-0  | 1-1  |
| Botev Plovdiv     | 3-1  | –––– | 2-1  | 2-0  | 2-0  | 0-3  | 3-3  | 2-0  | 1-0  | 1-2  | 3-0  | 2-0  |
| Černo More Varna  | 4-0  | 2-1  | –––– | 1-1  | 1-0  | 1-0  | 0-3  | 3-0  | 0-1  | 0-0  | 0-1  | 2-0  |
| CSKA Sofia        | 0-1  | 1-0  | 3-1  | –––– | 4-0  | 2-0  | 2-0  | 2-0  | 3-0  | 1-1  | 5-0  | 0-0  |
| Haskovo           | 1-0  | 1-2  | 0-1  | 2-4  | –––– | 1-4  | 1-4  | 1-2  | 0-0  | 1-0  | 0-1  | 1-5  |
| Levski Sofia      | 0-1  | 2-1  | 1-0  | 0-3  | 8-0  | –––– | 2-2  | 1-1  | 1-0  | 3-2  | 4-0  | 2-0  |
| Liteks Loveč      | 2-1  | 1-2  | 3-0  | 0-1  | 2-0  | 3-0  | –––– | 1-0  | 4-2  | 1-0  | 3-0  | 2-0  |
| Lokomotiv Plovdiv | 0-3  | 0-2  | 1-1  | 0-3  | 1-0  | 1-1  | 2-0  | –––– | 0-4  | 1-4  | 1-0  | 1-1  |
| Lokomotiv Sofia   | 0-3  | 3-1  | 2-1  | 2-0  | 2-1  | 0-1  | 2-0  | 2-0  | –––– | 2-2  | 2-0  | 1-0  |
| Ludogorets        | 1-1  | 1-0  | 2-0  | 2-0  | 3-1  | 1-0  | 4-1  | 2-0  | 5-1  | –––– | 3-0  | 0-0  |
| Marek Dupnica     | 0-3  | 1-1  | 1-3  | 0-0  | 2-1  | 1-1  | 0-0  | 0-0  | 0-1  | 0-4  | –––– | 0-2  |
| Slavia Sofia      | 0-2  | 3-0  | 1-3  | 2-2  | 1-0  | 3-1  | 0-2  | 0-2  | 1-2  | 0-3  | 4-1  | –––– |

## Poule scudetto
Le squadre mantengono i punti conquistati nella stagione regolare.

### Classifica finale
|                     | Pos. | Squadra         | Pt | G  | V  | N  | P  | GF | GS | DR  |
| ------------------- | ---- | --------------- | -- | -- | -- | -- | -- | -- | -- | --- |
| Bulgaria (bandiera) | 1.   | Ludogorec       | 60 | 32 | 18 | 9  | 5  | 63 | 24 | +39 |
|                     | 2.   | Beroe           | 55 | 32 | 15 | 10 | 7  | 46 | 30 | +16 |
|                     | 3.   | Lokomotiv Sofia | 55 | 32 | 16 | 7  | 9  | 39 | 31 | +8  |
|                     | 4.   | Liteks Loveč    | 54 | 32 | 16 | 6  | 10 | 49 | 36 | +13 |
|                     | 5.   | CSKA Sofia      | 52 | 32 | 14 | 10 | 8  | 45 | 27 | +18 |
|                     | 6.   | Botev Plovdiv   | 42 | 32 | 12 | 6  | 14 | 38 | 39 | -1  |

Legenda:
      Campione della Bulgaria e ammessa alla UEFA Champions League 2015-2016
      Ammessa alla UEFA Europa League 2015-2016
Note:
Tre punti a vittoria, uno a pareggio, zero a sconfitta.
La classifica viene stilata secondo i seguenti criteri:
- Punti conquistati
- Punti conquistati negli scontri diretti
- Differenza reti negli scontri diretti
- Reti realizzate negli scontri diretti
- Goal fuori casa negli scontri diretti (solo tra due squadre)
- Differenza reti generale
- Reti totali realizzate
- Fair-play ranking
- Sorteggio

### Risultati
|                 | Ber  | Bot  | CSKA | Lit  | LSo  | Lud  |
| --------------- | ---- | ---- | ---- | ---- | ---- | ---- |
| Beroe           | –––– | 2-1  | 0-0  | 3-1  | 1-4  | 2-0  |
| Botev Plovdiv   | 1-1  | –––– | 3-2  | 0-1  | 0-2  | 1-3  |
| CSKA Sofia      | 0-0  | 0-0  | –––– | 3-1  | 0-1  | 0-0  |
| Liteks Loveč    | 1-1  | 1-0  | 2-0  | –––– | 0-0  | 4-2  |
| Lokomotiv Sofia | 0-1  | 1-0  | 1-1  | 0-0  | –––– | 0-0  |
| Ludogorets      | 1-1  | 0-0  | 4-0  | 3-1  | 4-1  | –––– |

## Poule retrocessione
Le squadre mantengono i punti conquistati nella stagione regolare.

### Classifica finale
|  | Pos. | Squadra           | Pt | G  | V  | N | P  | GF | GS | DR  |
|  | ---- | ----------------- | -- | -- | -- | - | -- | -- | -- | --- |
|  | 1.   | Levski Sofia      | 56 | 32 | 17 | 5 | 10 | 66 | 33 | +33 |
|  | 2.   | Černo More Varna  | 50 | 32 | 15 | 5 | 12 | 41 | 36 | +5  |
|  | 3.   | Slavia Sofia      | 43 | 32 | 11 | 7 | 14 | 40 | 38 | +2  |
|  | 4.   | Lokomotiv Plovdiv | 32 | 32 | 9  | 5 | 18 | 28 | 51 | -23 |
|  | 5.   | Marek Dupnica     | 20 | 32 | 5  | 5 | 22 | 14 | 71 | -57 |
|  | 6.   | Haskovo           | 15 | 32 | 4  | 3 | 25 | 18 | 71 | -53 |

Legenda:
      Retrocesse in B Profesionalna Futblona Grupa 2015-2016
Note:
Tre punti a vittoria, uno a pareggio, zero a sconfitta.
La classifica viene stilata secondo i seguenti criteri:
- Punti conquistati
- Punti conquistati negli scontri diretti
- Differenza reti negli scontri diretti
- Reti realizzate negli scontri diretti
- Goal fuori casa negli scontri diretti (solo tra due squadre)
- Differenza reti generale
- Reti totali realizzate
- Fair-play ranking
- Sorteggio

### Risultati
|                   | ČMV  | Has  | Lev  | LPl  | Mar  | Sla  |
| ----------------- | ---- | ---- | ---- | ---- | ---- | ---- |
| Černo More Varna  | –––– | 2-0  | 0-2  | 0-2  | 1-0  | 1-1  |
| Haskovo           | 1-3  | –––– | 0-5  | 2-0  | 1-0  | 0-1  |
| Levski Sofia      | 5-2  | 1-1  | –––– | 5-0  | 6-0  | 2-3  |
| Lokomotiv Plovdiv | 0-1  | 4-0  | 0-1  | –––– | 4-0  | 1-2  |
| Marek Dupnica     | 0-2  | 3-1  | 1-3  | 1-4  | –––– | 1-0  |
| Slavia Sofia      | 1-3  | 0-0  | 1-0  | 3-0  | 4-0  | –––– |

## Statistiche

### Classifica marcatori stagione regolare
| Gol |  |  | Giocatore          | Squadra           |
| --- |  |  | ------------------ | ----------------- |
| 10  |  |  | Sergiu Buș         | CSKA Sofia        |
| 9   |  |  | Wilmar Jordán Gil  | Liteks Loveč      |
| 8   |  |  | Lamjed Chehoudi    | Lokomotiv Sofia   |
| 8   |  |  | Danilo Moreno      | Liteks Loveč      |
| 7   |  |  | Añete              | Levski Sofia      |
| 7   |  |  | Valeri Domovčijski | Levski Sofia      |
| 7   |  |  | Martin Kamburov    | Lokomotiv Plovdiv |
| 7   |  |  | Virgil Misidjan    | Ludogorec         |
| 7   |  |  | Radoslav Vasilev   | Slavia Sofia      |
| 7   |  |  | Ivan Cvetkov       | Botev Plovdiv     |
| 7   |  |  | Wanderson          | Ludogorec         |
| 6   |  |  | Dani Abalo         | Ludogorec         |
| 6   |  |  | Lăčezar Baltanov   | Botev Plovdiv     |
| 6   |  |  | Vencislav Hristov  | Beroe             |
| 6   |  |  | Salim Kerkar       | Beroe             |
| 6   |  |  | Hamza Younés       | Ludogorec         |

### Classifica marcatori poule scudetto
| Gol |  |  | Giocatore           | Squadra         |
| --- |  |  | ------------------- | --------------- |
| 6   |  |  | Juninho Quixadá     | Ludogorec       |
| 6   |  |  | Bjørn Maars Johnsen | Liteks Loveč    |
| 3   |  |  | Elias               | Beroe           |
| 3   |  |  | Emil Gărgorov       | Lokomotiv Sofia |
| 3   |  |  | Marcelinho          | Ludogorec       |
| 3   |  |  | Virgil Misidjan     | Ludogorec       |

### Classifica marcatori poule retrocessione
| Gol |  |  | Giocatore          | Squadra           |
| --- |  |  | ------------------ | ----------------- |
| 7   |  |  | Añete              | Levski Sofia      |
| 6   |  |  | Martin Kamburov    | Lokomotiv Plovdiv |
| 5   |  |  | Božidar Kraev      | Levski Sofia      |
| 4   |  |  | Jérémy Manzorro    | Slavia Sofia      |
| 3   |  |  | Miguel Bedoya      | Levski Sofia      |
| 3   |  |  | Marcin Burkhardt   | Černo More Varna  |
| 3   |  |  | Valeri Domovčijski | Levski Sofia      |
| 3   |  |  | Carlos Fonseca     | Slavia Sofia      |
| 3   |  |  | Birsent Karagaren  | Lokomotiv Plovdiv |
| 3   |  |  | Ivan Kokonov       | Černo More Varna  |
| 3   |  |  | Borislav Conev     | Levski Sofia      |
| 3   |  |  | Radoslav Vasilev   | Slavia Sofia      |

### Classifica marcatori finale
| Gol |  |  | Giocatore          | Squadra           |
| --- |  |  | ------------------ | ----------------- |
| 14  |  |  | Añete              | Levski Sofia      |
| 13  |  |  | Martin Kamburov    | Lokomotiv Plovdiv |
| 10  |  |  | Sergiu Buș         | CSKA Sofia        |
| 10  |  |  | Valeri Domovčijski | Levski Sofia      |
| 10  |  |  | Juninho Quixadá    | Ludogorec         |
| 10  |  |  | Virgil Misidjan    | Ludogorec         |
| 10  |  |  | Danilo Moreno      | Liteks Loveč      |
| 10  |  |  | Radoslav Vasilev   | Slavia Sofia      |
| 9   |  |  | Lamjed Chehoudi    | Lokomotiv Sofia   |
| 9   |  |  | Wilmar Jordán Gil  | Liteks Loveč      |

## Verdetti finali
- Ludogorets campione di Bulgaria e ammesso alla UEFA Champions League 2015-2016.
- Beroe, Liteks Loveč ammessi al primo turno di qualificazione della UEFA Europa League 2015-2016.
- Černo More Varna ammesso al secondo turno di qualificazione della UEFA Europa League 2015-2016 in qualità di vincitore della Kupa na Bălgarija 2014-2015.
- Marek Dupnica e Haskovo retrocessi in B PFG 2015-2016.